# Дођи да остаримо заједно
Дођи да остаримо заједно је трећи музички албум српског певача Шабана Шаулића. Објављен је 1978. године у издању ПГП РТБ-а, на винилу и аудио касети. На албуму се налази девет песама. Највећи хит је песма Дођи да остаримо заједно коју је написао Раде Вучковић. Ова песма је остала уписана златним словима у историји културе српског народа.
Хрватски рок бенд Лет 3 је 2005. године обрадио Шабанову песму Дођи да остаримо заједно под именом Дијете у времену.

## Песме
| Бр. | Назив песме                  | Трајање |
| --- | ---------------------------- | ------- |
| 1.  | Санела                       | 05:33   |
| 2.  | Лепи дани мог детињства      | 04:09   |
| 3.  | Мој животе, друг ми ниси био | 04:46   |
| 4.  | Сврати, рече човек           | 04:39   |
| 5.  | Данима те чекам              | 04:35   |
| 6.  | Живот ме води суђеној жени   | 05:46   |
| 7.  | Дођи да остаримо заједно     | 06:15   |
| 8.  | Опрости ми ако можеш         | 04:51   |
| 9.  | Једна жена среће жељна       | 04:29   |

Информације
- Главни уредник: Станко Терзић
- Рецензент: Милан Ђорђевић